# Мохаммад Хатта
Моха́ммад Ха́тта (індонез. Mohammad Hatta; 12 серпня 1902 — 14 березня 1980) — індонезійський політичний діяч, національний герой Індонезії, віце-президент, прем'єр-міністр, міністр закордонних справ і міністр оборони країни.

## Ранні роки
Мохаммад Хатта народився у місті Букіттінгі 12 серпня 1902 року у заможній та впливовій мусульманській родині. Його батько, Хаджі Мохаммад Джаміл, помер, коли Мохаммаду було лише вісім місяців. Відповідно до традицій народу мінангкабау він виховувався у родині матері. До моменту закінчення школи Хатта володів голландською мовою та знав основи Корану.
У вільний від навчання час Мохаммад працював у поштовому відділенні. Зазвичай школярам не дозволяли працювати, утім для Хатти зробили виняток, оскільки він успішно склав іспити для вступу до середньої школи. Часто читав голландські газети, особливо цікавився статтями про політичні дебати у Народній раді. У шістнадцятирічному віці почав цікавитись політикою й національними рухами. 1918 Хатта був обраний скарбничим паданзького відділення Молодіжної асоціації Суматри.

## Навчання у Нідерландах
1919 року Хатта був зарахований до середньої голландської школи у Батавії, яку закінчив з відзнакою 1921 року. Після того він поїхав до Нідерландів, де продовжив навчання у Роттердамі, у торговому коледжі Роттердамського університету Еразма. Вже 1932 року він здобув ступінь доктора економіки. Однак через своє захоплення політикою Хатта невдовзі залишив заняття наукою.
Там же, у Нідерландах, Хатта вступив до лав організації Індійський Союз. 1922 та організація змінила назву на Індонезійський Союз. Того ж року Хатта став скарбничим організації, а від 1926 до 1930 року — її головою. Висловлювався на підтримку ідеї відмови індонезійців, які прагнули до незалежності своєї країни, від співробітництва з голландською колоніальною владою. Під керівництвом Хатти Індонезійський Союз, який до того був студентською організацією, значно збільшив свій вплив. Хатта також був головним редактором журналу «Вільна Індонезія» — друкованого органу Індонезійського Союзу.
Хатта брав участь у багатьох загальноєвропейських конгресах як голова індонезійської делегації: Міжнародний демократичний конгрес у Б'єрвілі (Франція, 1926), з'їзд Ліги противників імперіалізму й колоніалізму Брюсселі (Бельгія, 1927). Там, у Брюсселі, він зустрічався з індійцем Джавахарлалом Неру, єгиптянином Хафізом Рамадан Беєм, африканцем Ламіном Сенгором та іншими учасниками визвольних рухів з різних країн.
У середині 1927 року діяльність Індонезійського Союзу почала непокоїти голландську владу. У червні того ж року Хатту й чотирьох інших лідерів організації було заарештовано та взято під варту. Після шестимісячного ув'язнення вони постали перед судом у Гаазі. 1929 року заарештовані лідери Індонезійського Союзу вийшли на свободу. Невдовзі після цього Хатта та його прибічники вступили до заснованої Ахмедом Сукарно Індонезійської національної партії (ІНП). У липні 1932 року Хатта повернувся на батьківщину.

## Боротьба за незалежність
До моменту повернення Хатти до Індонезії ІНП саморозпустилась, багатьох її членів було заарештовано голландцями, утім Сукарно залишився на свободі. Більшість членів ІНП піс ля розпуску партії вступили до лав Партії Індонезії (Partindo). Група радикально налаштованої молоді на чолі з Сутаном Шаріром створила організацію з такою ж абревіатурою (ІНП), що означала Індонезійська національна просвіта, її члени мали проводити пропагандистську роботу серед населення. У серпні 1932 очолив нову ІНП.
У 1932-1933 писав статті з економіки й політики для газети Народна Влада. Він жадав, щоб ті публікації сприяли вихованню нових кадрів для індонезійського визвольного руху. У той період Хатта різко критикував Сукарно та його політичні погляди. У грудні 1933 року голландська колоніальна влада заслала Сукарно на острів Флорес за антиурядову діяльність. Пізніше, у лютому 1934, були заарештовані керівники джакартського та бандунзького відділень нової ІНП, серед заарештованих був і Хатта.
У січні 1935 він та його прибічники, включаючи Шаріра, заслані до Нової Гвінеї, на річку Дігул. Там місцева адміністрація запропонувала Мохаммаду роботу державного службовця (це давало заробіток у 40 центів на день та значно збільшувало шанси на дострокове звільнення). Натомість Хатта відповів, що якби він мав бажання піти на державну службу, він би це зробив у Джакарті, де йому би платили набагато більше. У засланні Хатта писав для газети «Погляд», що давало йому пристойний прибуток. У Дігулі він багато читав і викладав для засланих економіку, історію та філософію.
У січні 1936 Хатта й Шарір були переведені до Банданейри, на Молуккські острови. На новому місці засланці отримали більшу свободу пересування, їм дозволили спілкуватись із місцевими жителями. Хатта й Шарір навчали місцевих дітей історії, говорили з ними про політику. Живучи у Банданейрі, Хатта всиновив місцевого хлопчика Деса Алві, який згодом став відомим істориком і дипломатом.
У лютому 1942 Хатта й Шарір переведені до міста Сукабумі на Західній Яві.

## Японська окупація

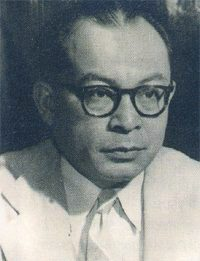
Один з фотознімків Мохаммада Хатти

У 1941, після нападу Японії на Перл-Гарбор, почались військові дії у Тихому океані. Вже у березні 1942 японці почали захоплення Голландської Ост-Індії. 9 березня нідерландські війська капітулювали. 22 березня 1942 японці звільнили Хатту й Шаріра та доставили їх до Джакарти.
У Джакарті Хатта зустрівся з генерал-майором Харадою, тимчасовим главою японської адміністрації Індонезії. Останній запропонував йому стати радником окупаційної адміністрації, на що Хатта погодився. Найважливішим для Хатти стало визнання Японією права Індонезії на незалежність — він вважав, що це буде сприяти міжнародному визнанню Індонезії. У липні 1942 року до Джакарти був доставлений Сукарно. Після цього стосунки між останнім і Хаттою почали поступово покращуватись. За якийсь час на таємній зустрічі Сукарно, Хатта і Шарір домовились про свої подальші дії. Було прийнято рішення, що Шарір буде організовувати підпільний спротив окупантам, а Хатта і Сукарно почнуть співпрацю з японцями, одночасно зберігаючи зв'язки з Шаріром.
Працюючи в японській адміністрації, Хатта, як і інші колабораціоністи, звеличував у своїх промовах Японську імперію, називаючи її захисником, лідером і світлом Азії. У той же час Хатта все ще залишався переконаним прибічником незалежності Індонезії. У грудні 1942 він сказав, що Індонезія звільнилась від нідерландського панування не для того, щоб бути захопленою японцями; що перед постійною японською окупацією Індонезії він віддасть перевагу зануренню країни на дно океану.
У 1944 японські війська зазнали низки поразок у війні в Тихому океані. У вересні 1944 прем'єр-міністр Японії Куніакі Коїсо заявив, що Японія збирається у найближчому майбутньому надати Індонезії незалежність. Після 1944 японська адміністрація часто заявляла, що Індонезії невдовзі буде надано незалежність. Японський контр-адмірал Маєда брав участь у створенні дискусійного клубу «Центр вільної Індонезії», в ньому часто виступали Хатта і Сукарно. У квітні 1945 створений Дослідницький комітет з підготовки незалежності Індонезії (індонез. Badan Penyelidik Usaha Persiapan Kemerdekaan Indonesia, BPUPKI), який пізніше прийняв першу конституцію Індонезії.

## Проголошення незалежності
У серпні 1945 року, після ядерного бомбардування Хіросіми й Наґасакі та вступу СРСР у війну проти Японії, стало ясно, що Японія не здобуде перемогу. 7 серпня 1945 року була створена Комісія з підготовки незалежності Індонезії (КПНІ) (індонез. Panitia Persiapan Kemerdekaan Indonesia, PPKI), наступного дня Хатта й Сукарно зустрілись у Сайгоні з генералом Хісайчі Терочі. На тій зустрічі було вирішено, що 18 серпня Індонезія отримає незалежність.

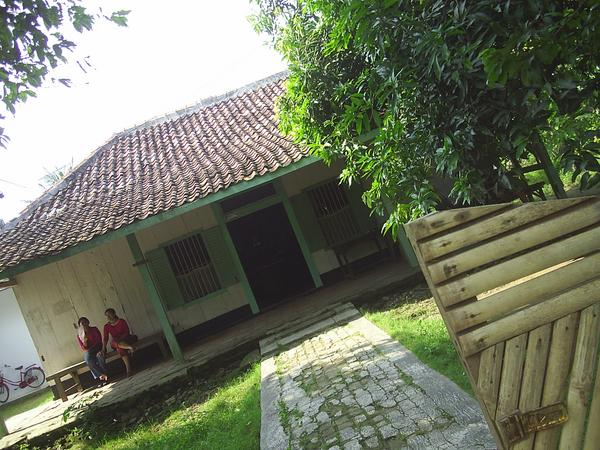
Будинок у Регнасденклоці, де утримувались викрадені Сукарно й Хатта

14 серпня Хатта і Сукарно повернулись до Індонезії. Вони вирішили негайно розпочати підготовку до проголошення незалежності. Первинно Шарір виступив проти негайного проголошення незалежності, однак пізніше він погодився з думкою Хатти і Сукарно. На той момент японські війська ще залишались в Індонезії, й у багатьох учасників боротьби за незалежність виникла пересторога, що нова держава буде сприйнята світовим співтовариством як маріонеткова держава Японії. Наступного дня, 15 серпня 1945 року, Японія оголосила про свою капітуляцію. В Індонезії таку новину сприйняли з недовірою, але контр-адмірал Маєда підтвердив факт складання зброї. Біля будинків Хатти і Сукарно почала збиратись патріотично налаштована молодь, яка вимагала негайного проголошення незалежності. За словами Хатти народ не хотів незалежності без Сукарно. Однак вони вважали, що час для проголошення незалежності ще не настав.

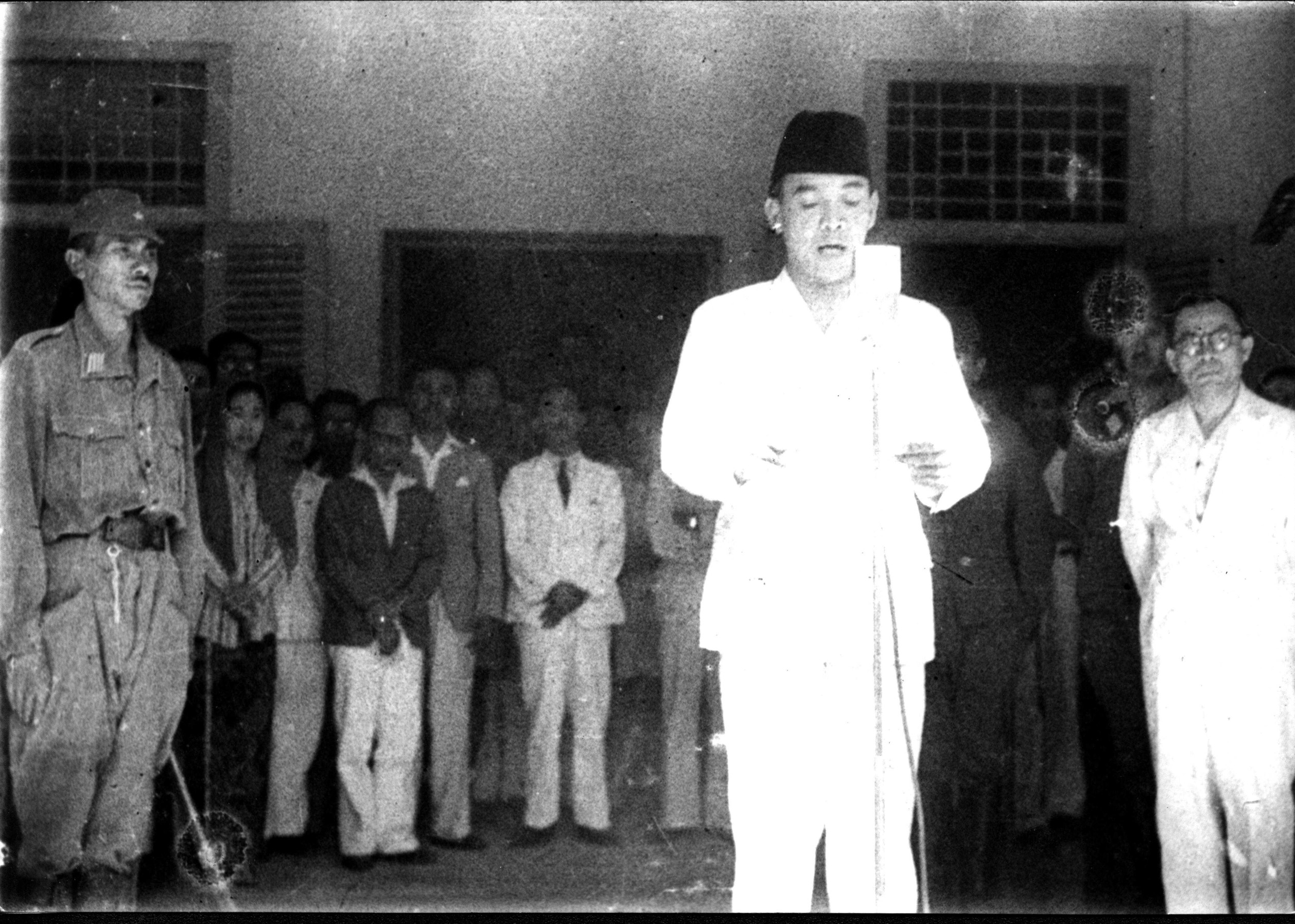
Сукарно проголошує незалежність Індонезії. Ліворуч від нього — Хатта. Джакарта, 17 серпня 1945 року

Вранці 16 серпня Хатта і Сукарно були викрадені радикально налаштованою молоддю, яка знову зажадала від них негайного проголошення незалежності. Бранців перевезли з Джакарти до села Регнасденклок. Того ж дня у Джакарті мало відбутись засідання КПНІ, на якому планувалось обрати Сукарно головою, а Хатту — віце-головою того Комітету. Відсутність відомостей про місцезнаходження Сукарно й Хатти спричинила серйозне занепокоєння серед членів КПНІ. Після отримання даних про місцезнаходження викрадених політиків представник КПНІ Ахмад Субарджо приїхав до Регнасденклока й домовився з викрадачами про звільнення бранців. У ніч з 16 на 17 серпня вони повернулись до Джакарти, розташувавшись у будинку контр-адмірала Маєди.
17 серпня 1945 року була оприлюднена Декларація незалежності Індонезії, підписана Сукарно і Хаттою.

## Віце-президент
18 серпня 1945 року КПНІ обрав Сукарно першим президентом, а Хатту — першим віце-президентом Індонезії. Два політики мали різні стилі керівництва — Хатта був більш активним адміністратором, намагався самостійно контролювати діяльність уряду. Однак, незважаючи на відмінності між ними, тандем Сукарно-Хатта, який серед індонезійців отримав назву Дуумвірат, вважається одним з найкращих прикладів партнерських відносин між політиками за всю історію Індонезії.
У перші місяці незалежності Хатта прийняв три важливих рішення (під час закордонних відряджень Сукарно передавав йому всі повноваження): у жовтні був створений Центральний національний комітет Індонезії (ЦНКІ), якому було передано частину повноважень президента; невдовзі було дозволено створення опозиційних політичних партій (до того єдиною партією в країні вважалась Національна партія на чолі з Сукарно); у листопаді президент втратив повноваження глави уряду, які перейшли до прем'єр-міністра — ним став Сутан Шарір.
Коли Нідерланди почали війну проти Республіки Індонезії, Хатта разом із Шаріром і Сукарно запропонували вирішити конфлікт дипломатичним шляхом. Молоді ж політики наполягали на продовженні війни проти голландців. У квітні 1946 року Хатта й Сукарно очолили індонезійську делегацію на перемовинах у Джок'якарті. У листопаді 1946 року, після укладення Лінгаджатської угоди, Нідерланди визнали Індонезію незалежною державою. Однак, відповідно до тих угод, юрисдикція Республіки Індонезія поширювалась тільки на Яву, Суматру й Мадуру. На решті території колишньої Голландської Ост-Індії створювалась федеративна держава Сполучені Штати Індонезії. Однак, перш ніж угода була ратифікована Палатою представників голландського парламенту, стосунки між Нідерландами та Індонезією знову загострились, що призвело до відновлення військових дій у липні 1947 року.
Хатта намагався заручитись підтримкою зарубіжних країн. Він потай вирушив за кордон, переодягнувшись у другого пілота літака. Спочатку він відвідав Індію, де зустрівся зі своїм старим знайомим Джавахарлалом Неру, попрохавши допомоги у нього й Магатми Ґанді. Неру запевнив Хатту, що Індія надасть Індонезії фінансову підтримку, а також буде сприяти прийняттю Індонезії до лав ООН та її міжнародного визнання.

## Глава уряду
У грудні 1947 року на борту американського крейсера «Ренвілл» відбулись нідерландсько-індонезійські перемовини, а у січні 1948 року було укладено нову мирну угоду, за якою Республіка Індонезія визнала втрату територій, захоплених голландцями 1947 року. На знак протесту проти тієї угоди прем'єр-міністр Амір Шарифуддін подав у відставку. Після цього Сукарно призначив новим главою уряду Хатту, значно розширивши його повноваження.
У серпні 1948 року за наказом Хатти почалась часткова демобілізація індонезійської армії, що спричинило невдоволення серед солдат і офіцерів и призвело до Мадіунського заколоту, який було жорстоко придушено. У грудні 1948 року голландці знову почали військові дії проти Індонезії, маючи намір захопити Джок'якарту, де на той момент перебували Хатта і Сукарно. Їм запропонували залишити місто й продовжувати керувати визвольною боротьбою з підпілля, але вони відмовились та невдовзі були взяті в полон голландськими військами. Після цього влада перейшла до Надзвичайного уряду Республіки Індонезії.
Після поразки під Джок'якартою індонезійці перейшли до партизанської війни проти голландських військ, яку очолив генерал Судірман. 1 березня 1949 року індонезійські війська під командуванням султана Джок'якарти Хаменгкубувоно IX відбили місто у голландців та утримували його упродовж шести годин, що привабило до Індонезії увагу світового співтовариства та змусило Нідерланди знову погодитись на перемовини. У травні 1949 року було підписано мирну угоду між Нідерландами та Індонезією, відповідно до якої Республіка Індонезія ставала одним із суб'єктів Сполучених Штатів Індонезії. За нею зберігались тільки окремі райони Суматри та Яви, а також більш дрібні прибережні острови. Західний Іріан залишався голландською колонією. У липні 1949 року Хатта й Сукарно були звільнені.

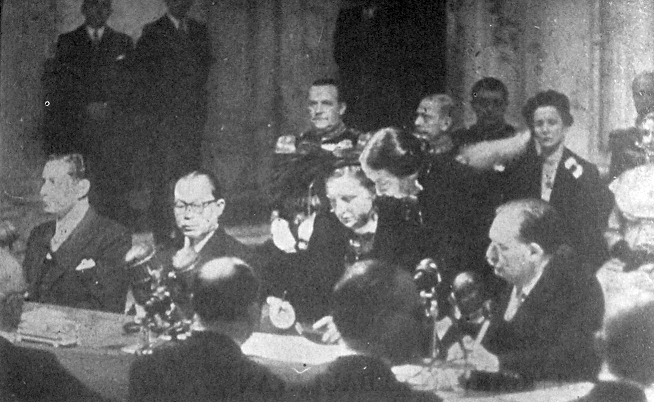
Королева Нідерландів Юліана підписує документ про визнання Нідерландами Індонезії. Праворуч від неї — Хатта

У серпні 1949 року Хатта очолив індонезійську делегацію на Гаазькій конференції круглого столу. У листопаді було остаточно обговорено принципи, за якими мали існувати Сполучені Штати Індонезії — нова держава створювалась як конфедерація у складі Республіки Індонезії та ще п'ятнадцяти держав, створених голландцями під час війни. Номінальним очільником СШІ залишалась королева Нідерландів, але фактична влада передавалась президенту й віце-президенту. 27 грудня 1949 року Нідерланди визнали СШІ як суверенну державу. 17 серпня 1950 року Сполучені Штати Індонезії були перетворені на унітарну Республіку Індонезія. Мохаммад Хатта, який обіймав у СШІ посади віце-президента і прем'єр-міністра, зберіг їх за собою.
1948 року Хатта висловив свою думку щодо холодної війни та відносин між СРСР і США. Він заявив, що, проводячи свою зовнішню політику, Індонезія має керуватись тільки власними інтересами, а не інтересами наддержав. Запропонована Хаттою стратегія отримала назву «Доктрини активної незалежності», що дотепер є основою індонезійської зовнішньої політики.

## Подальша діяльність
1950 року в Індонезії була прийнята нова тимчасова конституція, що значно обмежила повноваження президента й віце-президента. Після її прийняття Хатта втратив значну частину свого впливу, оскільки його перебування на посту глави уряду продовжено не було. До самої відставки з посади віце-президента Хатта часто читав лекції в індонезійських університетах, брав участь у дослідженнях, писав книги та есе про кооперативи, якими він захоплювався та вважав невід'ємною частиною економіки. 1953 року на всеіндонезійському кооперативному з'їзді Хатта отримав звання «Батька індонезійських кооперативів».
1955 року, після виборів до Ради народних представників і Установчих зборів, Хатта оголосив президенту Сукарно, що залишає пост віце-президента. 1 грудня 1956 року Хатта офіційно пішов у відставку. Та подія спричинила сильну реакцію у всій країні. Громадяни Індонезії, які не належали до найчисленнішої нації — яванців, вбачали у Хатті захисника своїх інтересів і тому особливо важко переживали його ухід. 1958 року в результаті повстання на Суматрі було створено Революційний уряд Республіки Індонезії (РУРІ). На перемовинах між урядом і представниками РУРІ повстанці висунули кілька вимог, однією з яких було повернення Хатти на пост віце-президента.
Після відставки Хатта почав відкрито критикувати Сукарно. Зокрема, він вважав, що Сукарно, декларуючи продовження національної революції, приділяє недостатньо уваги національному розвитку. За його словами, після визнання Нідерландами незалежності Індонезії революція завершилась, а після її завершення слід приділяти більше уваги розвитку країни. 1960 року Хатта написав книгу «Наша демократія». В ній він критикував спрямовану демократію Сукарно, назвавши її однією з форм диктатури. Невдовзі після виходу книги вона була заборонена урядом Сукарно. Того ж року була заборонена Соціалістична партія Сутана Шаріра, а сам він ув заарештований за звинуваченням в антиурядовій змові. Хатта написав листа Сукарно з проханням звільнити Шаріра, але відповіді не отримав. З того часу Хатта, Шарір і Сукарно — три основних лідери боротьби за незалежність не підтримували між собою жодних відносин.
Після провалу спроби державного перевороту 30 вересня 1965 року влада в Індонезії перейшла до генерала Сухарто. У червні 1970 року, незадовго до смерті Сукарно, Хатта написав листа Сухарто, в якому запропонував звільнити Сукарно з-під домашнього арешту й судити його. Хатта бажав надати колишньому президенту можливість захищатись у судовому процесі.
1970 року після крупномасштабних акцій протесту, спрямованих проти корупції в державному апараті, Хатта був призначений одним з трьох членів державної комісії у боротьбі з корупцією. Результати роботи комісії не були оприлюднені, але у липні 1970 року вони все ж з'явились у ЗМІ. Комісія дійшла висновку, що значна частина чиновників займається корупцією, але у серпні Сухарто розпустив комісію, визнавши лише два випадки корупції.
14 березня 1980 року Хатта помер у Джакарті. Був похований на цвинтарі Танах Кусір (індонез. Tanah Kusir). 1986 року Сухарто надав йому посмертно почесне звання «Героя проголошення незалежності».

## Пам'ять
На честь Хатти названо міжнародний аеропорт Сукарно-Хатта.